# 圣费莱
圣费莱（義大利語：San Fele），是意大利波坦察省的一个市镇。总面积96平方公里，人口3319人，人口密度34.6人/平方公里（2009年）。ISTAT代码为076076。